# آدولف کرون
آدولف کرون (فرانسوی: Adolphe Cayron‎؛ ۲۸ سپتامبر ۱۸۷۸ – ۷ سپتامبر ۱۹۵۰) دوچرخه‌سوار اهل فرانسه بود.